# Xenothrix mcgregori
Xenothrix mcgregori — примат родини Pitheciidae, що мешкав на Ямайці.

## Історія виявлення
Ентоні (англ. H. A. Anthony) спочатку виявив цю мавпу в 1919 році, знайшовши нижню щелепу і стегно в печері Лонг-Майл, Ямайка. Ці останки зберігалися в Американському музеї природної історії, поки формально не були описані в 1952 році. Спочатку були зроблені припущення, що це давно вимерлий вид, але подальше знаходження останків показало, що вони лежать разом з рештками Rattus rattus, який поселився на Карибах разом з європейцями. З тих пір додатковий черепний і потиличний матеріал був знайдений в інших місцях на Ямайці.

## Назва
Вид названий на честь професора д-ра Джеймса Ховарда МакГрегора (англ. James Howard McGregor, 1872—1954), американського зоолога, який захистив докторську в Колумбійському університеті і став професором анатомії там.

## Вимирання
Цей вид відомий тільки з викопних матеріалів на Ямайці, де він, як вважають, проживав деякий час після 1700 року. Причини вимирання цього виду на Ямайці невідомі.

## Відомості
Традиційно розглядається як плодоїдна тварина. Деякі особливості скелета кінцівок запропонували повільний чотириногий стиль руху. Зубна формула нижньої щелепи: 2:1:3:2, типова для Широконосих.